# Raión de Goranboy
Goranboy (en azerí: Goranboy) es uno de los cincuenta y nueve raiones en los que subdivide políticamente la República de Azerbaiyán. La capital es la ciudad homónima.
A raíz de los combates durante el 1991-1992 una pequeña franja en el sur es controlada por los armenios de Nagorno-Karabaj. 

## Territorio y Población
Comprende una superficie de 1731 kilómetros cuadrados, con una población de 88 700 personas y una densidad poblacional de 51,2 habitantes por kilómetro cuadrado.

## Economía
La actividad predominante es la agricultura. Los productos principales son cereales, y algodón.